# Argos (Grecia)
Argos (en griego antiguo: Ἄργος, en griego: Άργος, romanizado: Árgos) es una ciudad griega del Peloponeso, en la unidad periférica de Argólida, situada cerca de la capital, Nauplia, que es su puerto histórico. En 2021 la ciudad de Argos tenía 21 891 habitantes.
Su fundación data de c. 2000 a. C. (aunque existe una creencia popular de que es la ciudad más antigua de Grecia). Fue una ciudad próspera que participó en muchos de los principales eventos de la historia griega en la Antigüedad, y la tradición la consideraba como patria de numerosos personajes de la mitología griega, particularmente los que tomaron parte en la epopeya de Los Siete contra Tebas. La acrópolis de Argos se llama Larisa desde la Antigüedad.
Su nombre proviene de la raíz griega arg-, que significa "cualquier cosa brillante" (cf. argyros significa "plata"). La región de Argos es llamada Argólida y sus habitantes son llamados argivos.

## Tradición mítica
La leyenda atribuye su fundación al pelasgo Ínaco, a su hijo Foroneo o a su nieto Argos. Sus descendientes reinaron durante varias generaciones y Gelánor, el último rey de esta dinastía, fue derrocado por el egipcio Dánao.
A este le sucedió Linceo, y a este, Abas. Los dos hijos de Abas se repartieron el territorio: Acrisio se quedó con Argos y Preto hizo lo propio con Tirinto.
Perseo, hijo de Dánae y nieto de Acrisio, intercambió Argos con Megapentes, que reinaba sobre Tirinto.
En tiempo del rey Adrasto se produjo la primera expedición de los argivos contra Tebas, conocida como Los siete contra Tebas, en la que el objetivo era devolver el trono a Polinices, hijo de Edipo, pero esa primera expedición fue un fracaso y años después tuvo lugar una segunda expedición de los argivos comandada por los Epígonos, en la que sí consiguieron tomar Tebas. Estos eventos generaron una abundante producción literaria como la serie de poemas en la época arcaica conocido como ciclo tebano o numerosas tragedias de la época clásica.
Homero, en el catálogo de naves de la Ilíada, coloca el territorio de Argos, que comprendía también las ciudades de Tirinto, Hermíone, Ásine, Trecén, Eyonas, Epidauro, Egina y Mases, bajo el gobierno de Diómedes, que había sido uno de los epígonos. El hijo de Agamenón, Orestes, unió los gobiernos de Micenas y de Argos, y más tarde el de Lacedemonia, por el matrimonio con Hermíone, hija de Menelao y también dominaba parte de Arcadia. Orestes volvió a establecer la capital en Argos; con su sucesor, Tisámeno, se produjo la invasión de los heraclidas, que lo expulsaron y se hicieron los amos de Argos.

## Historia antigua

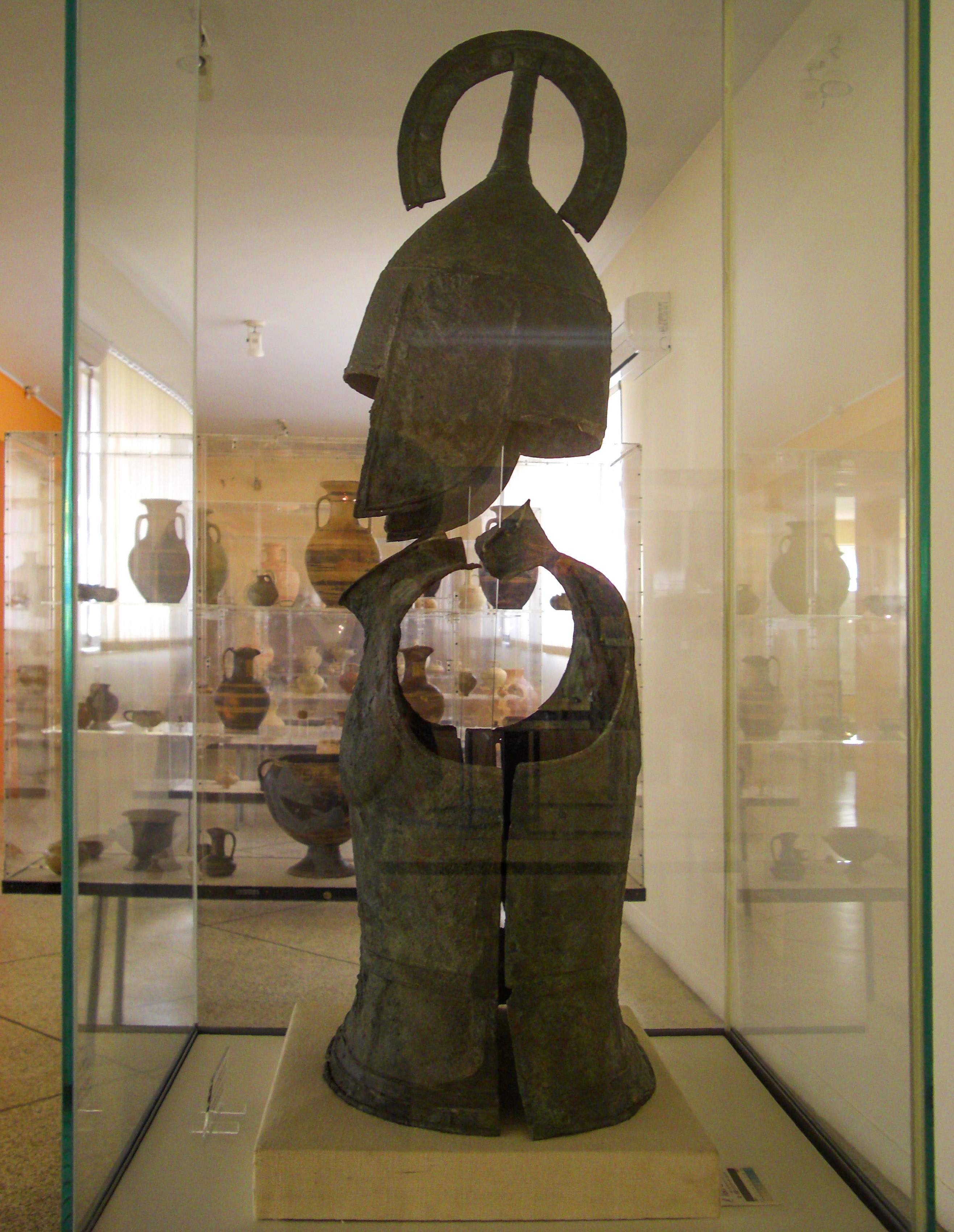
Armadura de hoplita, la más antigua hallada en Grecia, fechada hacia 720 a. C. Museo Arqueológico de Argos.

Mapa con algunas de las principales ciudades de la antigua Argólida.

Argos estaba considerada por los griegos como la ciudad más antigua de la Hélade. Fue habitada a finales del segundo milenio a. C. por pueblos pre griegos (pelasgos según la tradición) y más tarde, por los dánaos considerados como aqueos y de cultura micénica. Tras la invasión doria, llamada por los griegos "El Retorno de los Heráclidas", Argos se convirtió en una importante ciudad doria.
Durante el período arcaico, se destacó la figura de Fidón, un rey legítimo de la casa Teménida que según la tradición se convirtió en tirano. Este gobernante estableció un sistema único de medidas en todo el Peloponeso y llegó a controlar los juegos olímpicos a través de los pisatas y en detrimento de los eleos. Su datación es controvertida, puesto que Pausanias sitúa este suceso en la olimpiada octava (748 a. C.) pero los historiadores modernos suelen situar su tiranía en el siglo VII a. C. Según Heródoto, Ío, hija del rey Ínaco, fue raptada o huyó (según la versión persa o fenicia, respectivamente) por una nave fenicia que estaba comerciando en Argos; se trata de explicar, mediante la racionalización del mito, el origen del conflicto entre griegos y asiáticos que derivará, posteriormente, en las guerras greco-persas.
En cualquier caso, esta debió ser una época de gran prosperidad para Argos, que obtuvo una victoria sobre los espartanos en la batalla de Hisias en el año 669/8 a. C.
Argos participó en la anfictionía o liga sagrada de ciudades que tenía su sede en Calauria cuyos miembros originales habían sido Epidauro, Atenas, Prasias, Orcómeno, Nauplia, Hermíone y Egina.
Las luchas con Esparta fueron continuas y la causa principal fue la posesión del distrito de Cinuria o Tireátide, fronterizo entre Lacedemonia y la Argólide; una de estas batallas ocurrió hacia 545 a. C. que, según Heródoto, fue disputada entre trescientos argivos y trescientos espartanos seleccionados.
En 514 a. C., Egina y Sición, que habían sido aliadas de Esparta contra Argos, fueron condenadas a pagar una multa por los argivos. Con el rey Cleómenes I los espartanos consiguieron aplastar al ejército argivo en la batalla de Sepea (494 a. C.), donde murieron seis mil argivos y la leyenda dice que la ciudad se salvó por las mujeres, que dirigidas por la poetisa Telesila rechazaron a los espartanos en las murallas. La sensible reducción del cuerpo cívico argivo como consecuencia de las pérdidas humanas obligó a integrar a población perieca e incluso, según Heródoto, esclava.
Entonces Argos ya solo tuvo supremacía religiosa y no participó en las guerras contra Persia por la falta de poder, declarándose neutral; en esta época, Micenas y Tirinto eran independientes y aliadas de Esparta. En 468 a. C., los argivos destruyeron Micenas y por la misma época Tirinto, Hisias, Midea, Orneas y otras ciudades de la región. Muchos ciudadanos de esas ciudades fueron trasladados a Argos con el fin de contrarrestar el poder de Lacedemonia. En una fecha indeterminada pero próxima a esta época, una alianza entre Argos y Tegea había sido derrotada en una batalla por los lacedemonios.
En el 450 a. C., Argos y Esparta firmaron una paz de treinta años, que proporcionó cierta estabilidad al Peloponeso.
Mientras duró el poder dórico había tres clases de ciudadanos: los dorios de la ciudad divididos en tres tribus (más tarde cuatro) entre los cuales había algunos que no eran dorios; los periecos, antiguos habitantes aqueos; y los gimnetes, esclavos colectivos, equivalentes a los ilotas de Esparta. El rey era el jefe del estado y fue descendiente de Témenos hasta el rey Meltas, y después hubo otra dinastía la cual gobernaba en tiempos de las guerras médicas. El rey tenía el poder limitado por un Consejo. Pero al llevar allí nuevos habitantes, la estructura cambió y la monarquía fue eliminada y se estableció un gobierno democrático con un consejo, el cuerpo de los ochenta (probablemente de origen aristocrático) y los artynais, que eran los que dirigían el consejo. Una de las instituciones de la ciudad fue el ostracismo. también se establecieron cortes militares en las que los soldados juzgaban la conducta de sus jefes a la vuelta de una expedición militar.
La supremacía religiosa sobre regiones vecinas aún duraba al comenzar la guerra del Peloponeso, en 432 a. C.
Algunos años antes de esta guerra, Argos había firmado una alianza con Atenas pero se mantuvo neutral durante los primeros diez años de la guerra, la llamada guerra arquidámica, porque tenía un tratado de tregua de treinta años con Esparta. Argos incrementó su riqueza, mientras Esparta se empobrecía con la guerra. La Paz de Nicias (421 a. C.) condujo a Argos a buscar la supremacía en el Peloponeso, por lo que se alió con Atenas, Mantinea y Élide en la llamada «Cuádruple Alianza». Poco después de formalizar este pacto, los argivos, por motivaciones religiosas, devastaron por sí solos el territorio de Epidauro. Para el enfrentamiento contra Esparta, Argos formó un cuerpo de un millar de hoplitas escogidos, entrenados y alimentados por el Estado. La derrota de los coaligados en la Batalla de Mantinea, en 418 a. C., supuso la desintegración de la alianza y, como corolario, un derrocamiento de la democracia argiva promovida por el cuerpo de élite de Los Mil. Al cabo de unos meses el pueblo se rebeló y expulsó a los oligarcas y el nuevo gobierno renovó la alianza con Atenas e inició la construcción de murallas que llegaron hasta el mar, pero que fueron destruidas por los espartanos antes de que pudieran acabarse de construir. Argos permaneció en la alianza ateniense durante el resto de la guerra del Peloponeso, aunque de manera inefectiva, pues el ejército hoplítico argivo poco tenía que hacer en un escenario naval en el Egeo.
Después de la guerra, Argos estuvo siempre al lado de los enemigos de Esparta. En 395 a. C. fue aliada de Atenas, Beocia y Corinto contra Esparta en la llamada guerra de Corinto, que se cerró con la Paz del Rey en 386 a. C.. Durante la misma, los argivos tuvieron aspiraciones de controlar, tal vez anexionarse, Corinto, pero fueron frustradas. En 362 a. C., Argos combatió junto con Tebas, atacada por Esparta, que tenía como aliada a Atenas. Por este tiempo, los oligarcas intentaron recuperar el poder y el pueblo se vengó con disturbios (llamados escitalismos, de σκυτάλη, que significa palo) que causaron la muerte de más de mil oligarcas y demócratas moderados.
Bajo el dominio macedonio, que se consolidó tras la batalla de Queronea en el 338 a. C., Argos gozó de un nuevo periodo de apogeo, aunque no tuvo importancia política.
En el año 272 a. C. el rey Pirro de Epiro murió durante un ataque que realizó contra la ciudad. En esta época, Argos fue gobernada por tiranos ayudados por los reyes de Macedonia, que duró hasta que Arato, después de derrocar a los tiranos de Sición y Corinto, convenció a Aristómaco, tirano de Argos, de renunciar al poder. Entonces Argos se unió a la Liga Aquea (229 a. C.), a la que permaneció unida hasta la conquista romana en 146 a. C. con la excepción de la ocupación de la ciudad por los espartanos bajo Cleómenes III, y después bajo Nabis, tirano de Esparta, y su mujer. Después del triunfo romano en el 146 a. C., sobre la Liga Aquea, fue anexionada a la provincia de Macedonia, y con Augusto, a la de Acaya, perdurando como ciudad floreciente durante toda la época imperial. Bajo los romanos fue cabecera del distrito de Argólida.
Fue saqueada por los godos en el 267 y 395.

## Lugares de culto y personalidades destacadas en la Antigüedad
La deidad local más importante fue Hera, de origen aqueo. El Hereo de Argos, situado algunos kilómetros al norte de la ciudad, era el centro de culto de todo el distrito. En la acrópolis de Argos había un templo de Zeus Lariseo y un templo de Atenea, y en el camino de ascenso estaban un santuario de Hera Acrea, un templo de Apolo Diradiota —en este templo había una sacerdotisa que realizaba profecías una vez al mes después de beber sangre de cordero— y un santuario de Atenea Oxiderces. También había en la ciudad templos de Apolo Licio, Dioniso, Afrodita, Urania, Hera Antea, Hécate, Asclepio y Tique; santuarios de Leto, Deméter Pelásgide, Poseidón Prosclistio, Ilitía, Ártemis Peitó, Atenea Sálpinga, Cefiso, Afrodita, Zeus Nemeo, Zeus Soter y las Horas, así como de los héroes Anfiarao y Batón.
En el siglo VI a. C. fue sede de una escuela de escultura, en la que destacaron Agéladas y sus tres discípulos, Fidias, Mirón y Policleto, tres de los más grandes escultores antiguos. En el mismo tiempo destacó el músico y poeta Sácadas (hacia el 590-580 a. C.). La poetisa Telesila fue también un personaje destacado. Pirro fue enterrado en el templo de Deméter cerca de Argos. Merece también una mención el escritor helenístico Sócrates, autor de una Descripción de Argos.

## Edad Media y Edad Moderna

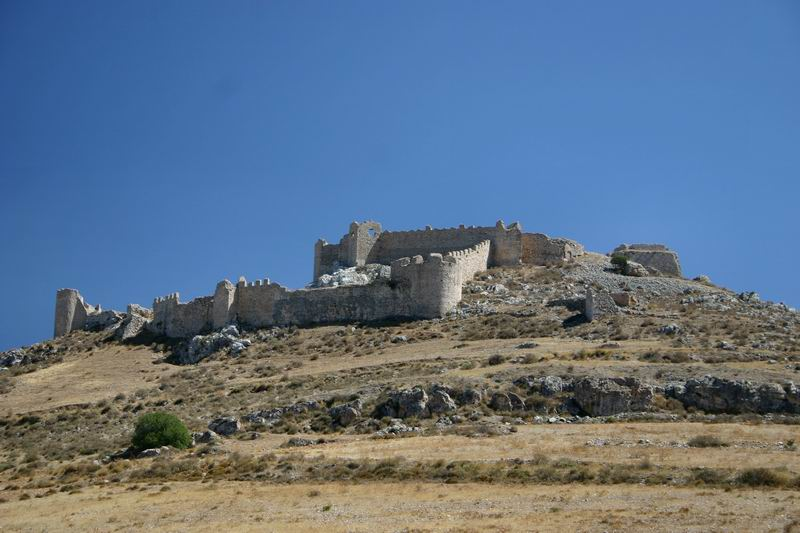
Restos del castillo de Larisa, situado en la antigua acrópolis de Argos.

La ciudad perteneció al Imperio bizantino, en el que tuvo cierta importancia. En 1248 pasó al Ducado de Atenas. Cuando el ducado fue conquistado por los almogávares de la Corona de Aragón al duque franco, este se retiró al señorío de Argos y Nauplia. El territorio fue vendido por la última señora María de Enghieu a la República de Venecia en 1388. En 1394 pasó a los déspotas de Mistra. En 1460 fue conquistada por los otomanos y reconquistada por los venecianos en el año 1688 hasta que, junto con el resto del Peloponeso, volvió a caer bajo dominio turco en 1718.
Bajo los otomanos fue una pequeña ciudad provincial. Durante la guerra de independencia de Grecia fue quemada por los turcos (1825) y defendida por Aléxandros Ipsilantis de los ataques otomanos.

## Arqueología
Los primeros descubrimientos se remontan a los años 1902-1930 y corresponden a los trabajos de Carl Wilhelm Vollgraff. En las cercanías de la zona oriental y en el llano a los pies de Larisa, se hallaba la antigua acrópolis. En ella se erigieron los templos de Zeus Lariseo y de Atenea Polias. Vollgraff sacó a la luz parte del teatro, el odeón y el ninfeo romano, además de los restos de un gran pórtico. Estos hallazgos permitieron identificar la ubicación del ágora.

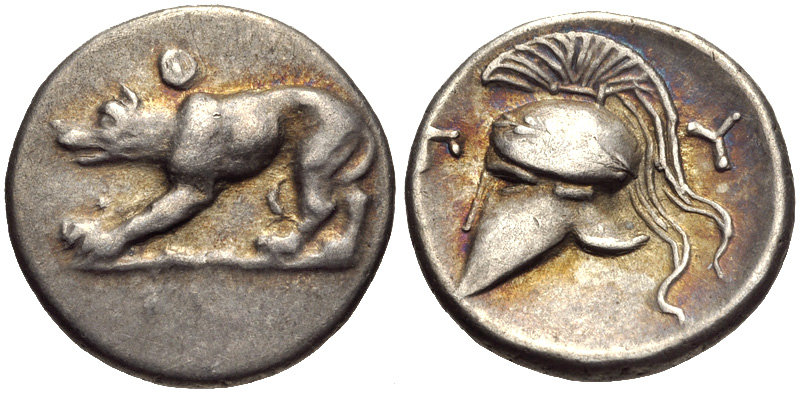
Trihemióbolo de Argos del 270-260/50 a. C.

En 1952, la Escuela Francesa de Atenas reanudó las excavaciones de Argos. Se descubrió una gran sala hipóstila situada junto al ágora, que Vollgraff creyó que era un templo. Fue construida en la primera mitad del siglo V a. C. y restaurada en época romana. Se pensó que se trataba del buleterion. Junto a la sala hipóstila, hacia el este, había en el ágora un largo pórtico que constituía su límite meridional: se doblaba hacia el sur, en su extremo oriental, continuando con un ala de unos 23 m. Parecía que el pórtico delimitara un amplio espacio, tal vez una palestra, al que daba la espalda, comunicándose mediante una rampa con la sala hipóstila. Se ha sugerido que existió un ala simétrica situada al oeste.
Las excavaciones de 1953 sacaron a la luz el denominado templo redondo del ágora: construcción circular períptera octástila, es decir circundada por ocho columnas. Las excavaciones han revelado la existencia de un bothros subterráneo, una especie de pozo con escalerita y corredor, que se extendía hacia el norte, de destino incierto, probablemente se trataba de un ninfeo de época romana. También en el mismo año se descubrió, al norte del ágora, una gran sala decorada con mosaico romano|mosaicos de tema dionisíaco que formaba parte de una residencia del siglo IV-V.
El odeón romano, que Vollgraff había identificado en 1928, se construyó sobre un edificio más antiguo (siglo V o inicios del IV a. C.) del que queda una larga escalinata rectilínea, excavada en la roca de Larisa. Se ha sugerido que podría tratarse de la «Pnyx argiva», el lugar donde se reunían las asambleas populares, pero René Ginouvès, que estudió el monumento y publicó los resultados en 1972, prefiere denominarlo «teatro con gradas rectas», considerándolo el teatro más antiguo de Argos. Del odeón (que se remonta al siglo I a. C., aunque remodelado en el siglo III), se conserva solo la parte inferior de la cávea (14 escalones) excavada en la roca, mientras que la parte superior debía de sustentarse en construcciones artificiales. La orchestra era muy pequeña, adoranda con mosaicos, mientas que el proscenio presentaba nichos decorativos.
La campaña de 1953 se saldó con otro descubrimiento: el gran complejo termal romano (siglo II) entre el ágora y el teatro. Las excavaciones de 1954 interpretaron el conjunto: de oeste a este se sucedían una gran sala con ábside, una sala transversal (el vestuario), el frigidarium (baño frío), con dos piscinas laterales y una antecámara que introducía a tres caldaria (baños calientes). Se conservan bien las columnitas de ladrillo de los hipocaustos, es decir los vanos situados bao el pavimento por los que circulaba el aire caliente y que servían para calentar las estancias.
Del templo de Afrodita quedan los cimientos de piedra. Es del 430-420 a. C.
Delante del ninfeo romano que descubrió Vollgraff se descubrió una terraza artificial sostenida por un grueso muro de técnica poligonal. Es probable que aquí tuviera su sede el Kriterion, es decir el areópago o el tribunal de la ciudad.
Vollgraff exhumó restos de época clásica en la depresión llamada Deirás, situada entre las acrópolis de Larisa y Aspis. Sobre un conjunto de cuatro terrazas se levantaban los santuarios de Apolo Pizio (o Deiradiota, por el nombre del lugar) y de Atenea Oxyderkes («de la vista aguda»). No queda mucho de ellos, porque en dicho emplazamiento se erigieron dos basílicas cristianas, aunque se pueden reconocer en la parte más baja, los restos de un pórtico y de una entrada monumental, el gran altar de Apolo, tallado en la roca y la escalinata, de 27 m, que conducía a la terraza superior, donde debía hallarse el templo del dios con el manteion o sede del oráculo. Más al este, otras dos plataformas. En la meridional es posible que se encontrara el templo de Atenea y en la otra se hallan los restos de un tholos.

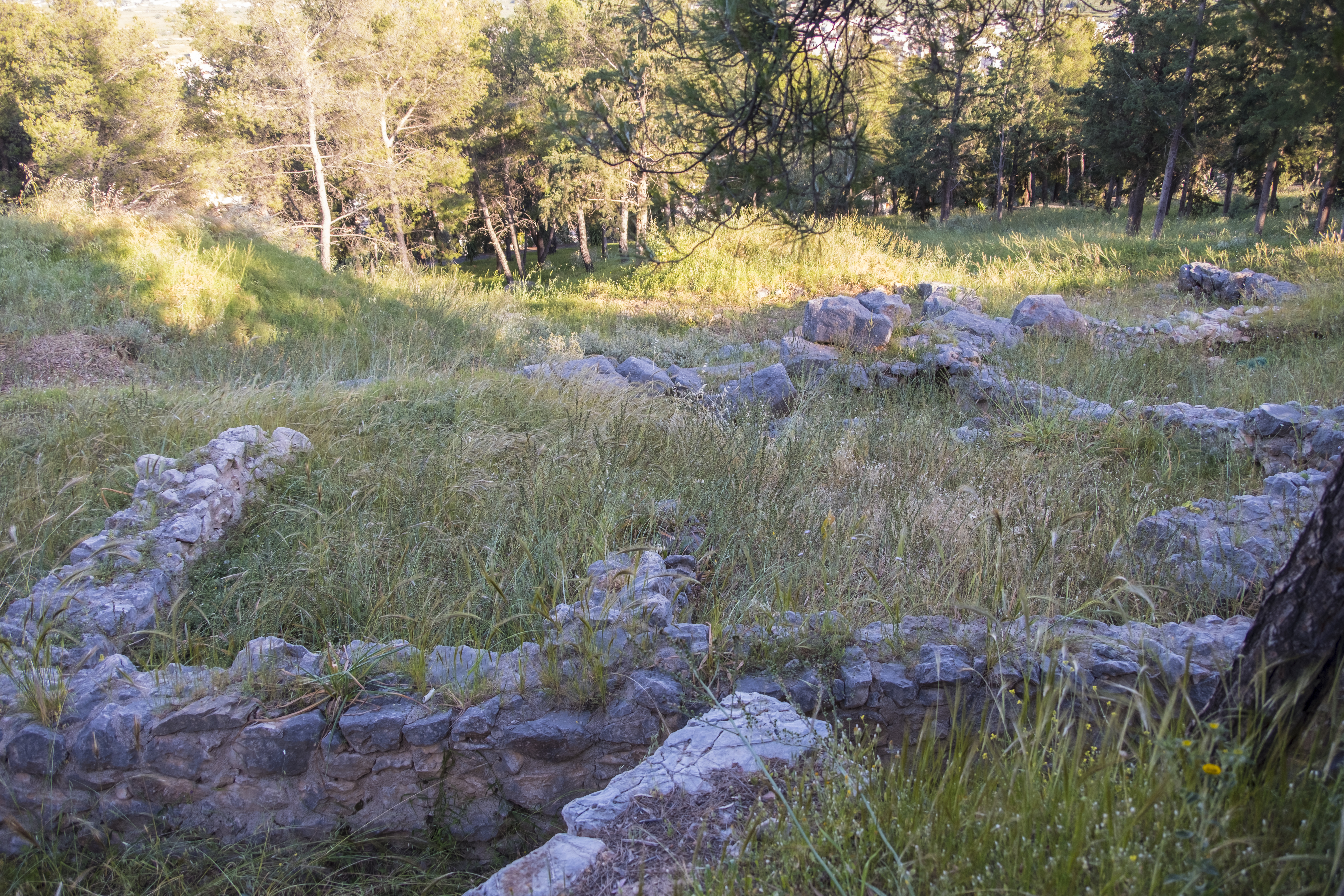
Restos micénicos en la colina de Aspis.

Con respecto a restos prehistóricos se ha encontrado material desde los inicios del II milenio a. C. del Heládico Medio y del periodo micénico en la colina del Aspis y también al pie y en la cima de la acrópolis de Larisa consistentes en restos de casas, algunas diseminadas y otras formando un barrio y un muro ciclópeo, este último en la cima de Larisa. También se ha encontrado una necrópolis con unos 40 enterramientos colectivos excavados en roca en el lado oriental del Deirás.

### El teatro

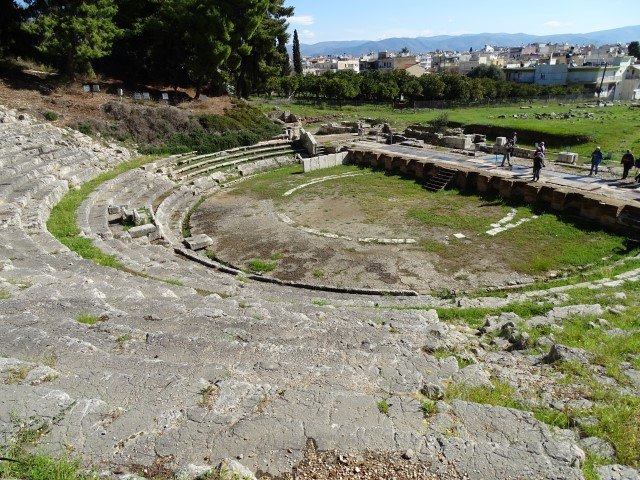
Teatro de Argos.

En los años siguientes se reiniciaron las excavaciones del teatro, construido hacia el 300 a. C., cuyas orchestra y escena fueron modificadas en época romana. Un teatro que podía albergar 20.0000 espectadores. En su parte central la cávea estaba tallada en la roca de Larisa, en cambio las alas y la parte inferior de las gradas de piedra se afianzaban sobre un terraplén artificial. En su parte central la cavea contaba 81 gradas en el eje central, 43 en los parodoi (entradas laterales). Estaba dividida horizontalmente en tres secciones por dos diazomata (corredores) y verticalmente en ocho kerkides (cuñas) por siete escaleras. La primera hilera de gradas (proedria tenía asientos con respaldo. La orchestra, de 26 m de diámetro, albergaba el altar de Dioniso en el centro. Del edificio escénico griego solo quedan los cimientos, identificados después de la remoción del edificio romano. Este último (siglo II) estaba construido en ladrillo revestido de mármol con la parte frontal de la escena adornada con nichos semicirculares y rectangulares alternados. en el siglo IV el edificio fue objeto de una nueva modificación para adaptarlo a los «tetemimos», los espectáculos de agua de moda. Para ampliar la zona de la orchestra se cerraron los parodoi y el público entraba al nivel de la séptima grada.

## Ciudad moderna
La ciudad moderna se sitúa al pie de una colina, y posee una serie de edificios modernos que se ven dominados por el castillo de Larisa, a 300 metros por encima. De este castillo del siglo XIII solo perduran sus paredes exteriores y el armazón de un torreón. También en el castillo se encuentra un museo donde se exhiben cerámicas, armas, mosaicos y una armadura de bronce del siglo VIII a. C. que nos remiten a la antigua ciudad.
En 1994, por iniciativa de Argos, se creó la llamada Red de ciudades europeas más antiguas.

## En el cine
En Argos está ambientada la película Furia de titanes.